# استجابة ضوئية

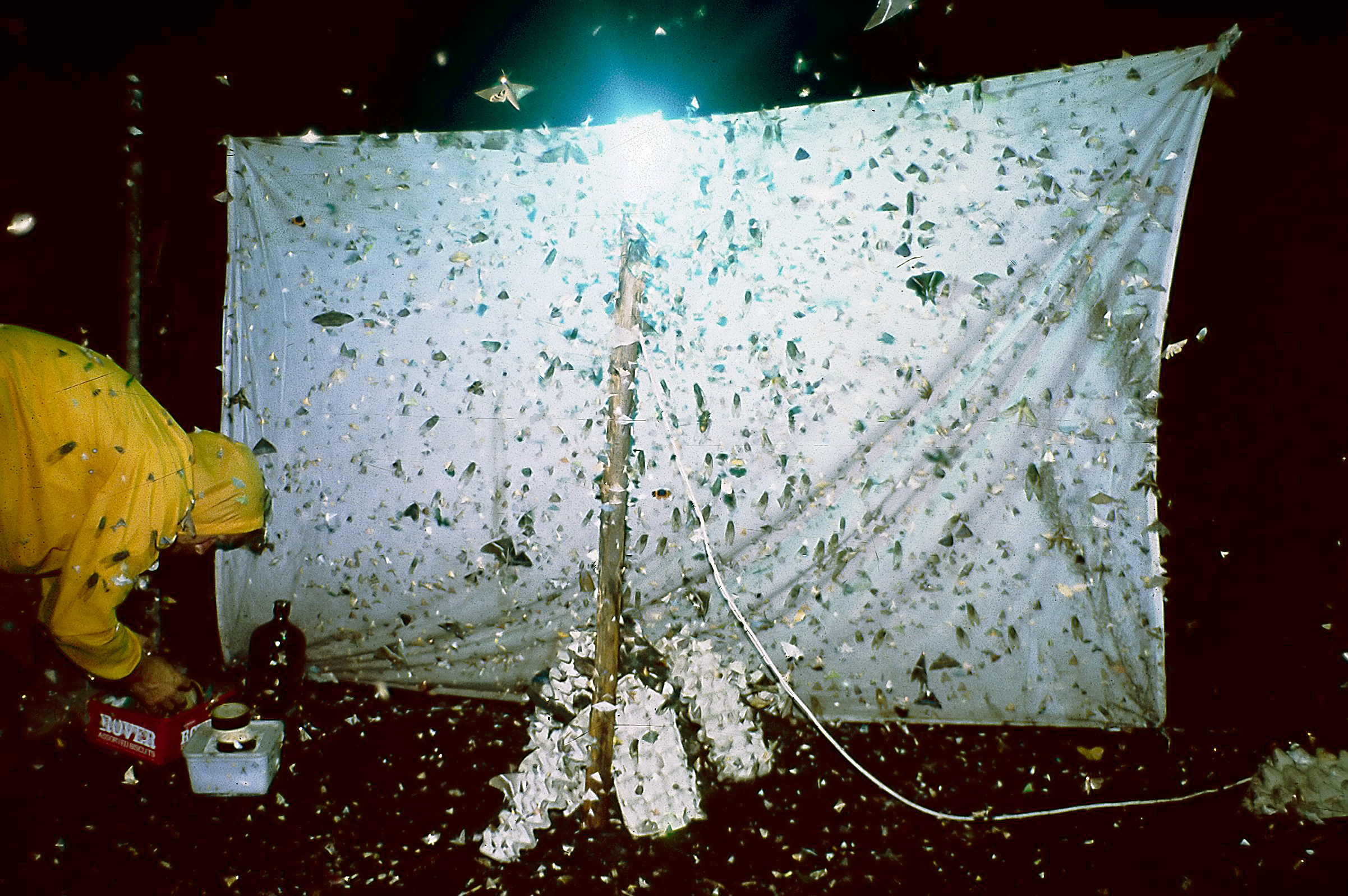
العث على نحو ضوئي إيجابي

إن المحور الضوئي هو نوع من الإستجابات ، أوالحركات ، التي تحدث عندما يتحرك كائن حي بأكمله باتجاه أو بعيدًا عن منبه الضوء. وهذا مفيد للكائنات الحية ذاتية التغذية حيث يمكنها توجيه نفسها بفعالية أكبر لتلقي الضوء من أجل البناء الضوئي. يسمى المحور الضوئي موجبًا إذا كانت الحركة في اتجاه زيادة شدة الضوء وسلبية إذا كان الاتجاه معاكسًا. 
لوحظ  أن هناك نوعان من الانجذاب الضوئي الإيجابي في بدائيات النوى .الأول يسمى محور الخوف (من كلمة "الخوف من الوهم أو الظلام") ، والذي يتم ملاحظته فقط تحت المجهر. يحدث هذا عندما تسبح البكتيريا بالصدفة خارج المنطقة المضاءة بالمجهر. يشير دخول الظلام إلى الخلية لعكس اتجاه دوران الأسواط وإعادة دخول الضوء. النوع الثاني من المحاور الضوئية هو محور الضوء الحقيقي ، وهو حركة موجهة لأعلى من التدرج إلى مقدار متزايد من الضوء. هذا مشابه للانجذاب الكيميائي الإيجابي باستثناء أن الجاذب خفيف وليس مادة كيميائية
فقد لوحظ  وجود  استجابات لضوئية في العديد من الكائنات الحية مثل السِّرَّاتِيَّةُ الذَّابِلَة ، رباعية الغشاء ، و الحنديرة .وأن لكل كائن حي سبب بيولوجي خاص به للاستجابة الضوئية ، والعديد منها عرضي ولا يخدم أي غرض نهائي.